# Marlowe (2022)
Marlowe é filme de suspense neo-noir escrito por William Monahan e dirigido por Neil Jordan. É baseado no romance The Black-Eyed Blonde de John Banville e estrelado por Liam Neeson como o Detetive Philip Marlowe, um personagem fictício criado por Raymond Chandler. O filme também é estrelado por Diane Kruger, Jessica Lange, Adewale Akinnuoye-Agbaje, Alan Cumming, Danny Huston, Daniela Melchior e Colm Meaney. Após sua estreia no festival de San Sebastián em 2022, foi lançado nos cinemas em 2023.

## Sinopse
"Na década de 1930, o Detetive Philip Marlowe é contratado para encontrar o ex-amante de uma herdeira glamourosa."

## Elenco
- Liam Neeson como Detetive Philip Marlowe
- Diane Kruger como Clare Cavendish
- Jessica Lange como Dorothy Cavendish
- Adewale Akinnuoye-Agbaje como Cedric
- Alan Cumming como Lou Hendricks
- Danny Huston como Floyd Hanson
- Daniela Melchior como Lynn Peterson
- Ian Hart como Joe Green
- Colm Meany como Bernie Ohls
- François Arnaud como Nico Peterson
- Patrick Muldoon como Richard Cavendish

## Produção
Marlowe é o 100º filme do ator Liam Neeson. Em 13 de Março de 2017, Neeson foi anunciado para estrelar como o Detetive Philip Marlowe, um personagem fictício criado por Raymond Chandler. O filme foi escrito por William Monahan, baseado no romance The Black-Eyed Blonde do autor irlandês John Banville. Em Junho de 2021, Neil Jordan assinou contrato para dirigir. AS filmagens principais ocorreram por dois meses, começando em Novembro de 2021. O elenco foi revelado no mesmo mês. As filmagens de cenas externas ambientadas em Los Angeles ocorreram em Barcelona, Espanha, enquanto as cenas internas foram filmadas em Dublin, Irlanda. Originalmente programado para dezembro de 2022,  foi adiado para 2023.